# Dorcadion preissi
Dorcadion preissi là một loài bọ cánh cứng trong họ Cerambycidae.